# Calusco d'Adda
Calusco d'Adda es una localidad y comune italiana de la provincia de Bérgamo, región de Lombardía, con 8.282 habitantes.

## Evolución demográfica
| Gráfica de evolución demográfica de Calusco d'Adda entre 1861 y 2001 |
|                                                                      |
| Fuente ISTAT - elaboración gráfica de Wikipedia                      |